# Ranunculus sikkimensis
Ranunculus sikkimensis Hand.-Mazz. – gatunek rośliny z rodziny jaskrowatych (Ranunculaceae Juss.). Występuje endemicznie w północnych Indiach, w stanie Sikkim. 

## Morfologia
PokrójBylina o lekko owłosionych pędach. Dorasta do 8 cm wysokości.
LiścieSą potrójnie lub pięciodzielne. Mierzą 1–2 cm szerokości.
KwiatySą pojedyncze. Pojawiają się na szczytach pędów. Są żółtego koloru. Mają 5 owłosionych działek kielicha.

## Biologia i ekologia
Rośnie na łąkach. Występuje na wysokości około 4800 m n.p.m. Kwitnie od czerwca do września. 